# Serguei Witte
Serguei Yulyevitch Witte, também conhecido como Sergius Witte (em russo:  Сергей Юльевич Витте, transl. Serguey Yul'evitch Vitte; Tbilisi, 29 de junho de 1849 (calend. orient. 17 de junho) – São Petersburgo, 13 de março de 1915 (calend. orient. 28 de fevereiro)) foi um influente estrategista político, que presidiu a uma ampla industrialização dentro do Império Russo. Ele serviu os últimos dois imperadores da Rússia. Foi também o autor do Manifesto de Outubro de 1905, precursor da primeira constituição russa e presidente do Conselho de Ministros (primeiro-ministro) do Império Russo.
Witte serviu sob os dois últimos imperadores da Rússia, Alexandre III (r. 1881-1894) e Nicolau II (r. 1894-1917). Durante a Guerra Russo-Turca (1877–1878), ascendeu a uma posição na qual controlava todo o tráfego que passava para a frente de batalha ao longo das linhas ferroviárias de Odessa. Como ministro das Finanças de 1892 a 1903, Witte presidiu uma ampla industrialização e conquistou o controle monopolista do governo sobre um sistema expandido de linhas ferroviárias.
Após meses de agitação civil e surtos de violência no que ficou conhecido como a Revolução Russa de 1905, Witte elaborou o Manifesto de Outubro e a comunicação governamental correspondente para estabelecer um governo constitucional. No entanto, ele não estava convencido de que isso resolveria os problemas da Rússia com a autocracia czarista. Em 20 de outubro de 1905, Witte foi nomeado o primeiro Presidente do Conselho de Ministros (na prática, primeiro-ministro). Com o auxílio de seu Conselho, ele elaborou a primeira constituição da Rússia. Mas, em poucos meses, Witte caiu em desgraça como reformista devido à contínua oposição da corte às mudanças. Ele renunciou antes da primeira reunião da Duma, em 10 de maio [27 de abril, no calendário juliano] de 1906. Witte estava plenamente confiante de que havia resolvido o principal problema: proporcionar estabilidade política ao regime, mas, segundo ele, a "questão camponesa" ainda determinaria o caráter da atuação da Duma.
Ele é amplamente considerado uma das figuras-chave da política russa no final do século XIX e início do século XX. Orlando Figes descreveu Witte como o "grande ministro das finanças reformista dos anos 1890", "um dos ministros mais esclarecidos de Nicolau II" e o arquiteto da nova ordem parlamentar da Rússia em 1905.

## Impacto na economia russa
Witte foi Diretor das Questões Ferroviárias dentro do Ministério das Finanças de 1889 a 1891 e, durante esse período, dirigiu um ambicioso programa de construção de ferrovias, que incluiu a construção da ferrovia Transiberiana. O czar nomeou-o Ministro de Estradas e Comunicações em 1892.
O czar Alexandre III nomeou-o Ministro das Finanças da Rússia, posição que manteve até 1903. Durante o tempo em que foi Ministro das Finanças, a nação viu um crescimento econômico nunca antes visto. Witte encorajava fortemente o investimento de capital estrangeiro na Rússia e, para isso, colocou a Rússia no padrão-ouro em 1897. Witte encorajava o crescimento da indústria russa e, como resultado, o setor industrial da economia expandiu-se rapidamente, especialmente os metais, petróleo e o setor de transportes. Para melhorar a economia e atrair investimentos de investidores estrangeiros, Witte também defendia o controle dos poderes da autocracia russa.
Nicolau II transferiu Witte para a posição de Presidente do Conselho de Ministros (primeiro-ministro) em 1903, posição que manteve até 1905. Na tentativa de continuar a modernização da economia russa, Witte supervisionou a Conferência Especial das Necessidades da Indústria Rural. Essa conferência forneceu recomendações para futuras reformas.

## Impacto na política russa
Witte retornou da frente em 1905, quando foi chamado pelo czar para negociar o final da Guerra Russo-japonesa. Foi enviado como plenipoteciário do imperador russo, com o título de "Secretário de Estado e Presidente do Conselho de Ministros do Imperador da Rússia" juntamente com o Barão Roman Rosen, Mestre da Corte Imperial da Rússia para os Estados Unidos, onde as negociações de paz estavam acontecendo.
É atribuída a Witte a brilhante negociação como representante da Rússia. Apesar da perda dramática no campo de batalha, a Rússia perdeu muito pouco no acerto final.
Depois desse sucesso diplomático, Witte foi chamado de volta ao processo de tomada de decisões do governo, para ajudar a lidar com a perturbação civil que se seguiu à guerra e ao Domingo Sangrento (1905). Durante a Revolução Russa de 1905, Witte defendeu a criação de um parlamento eleito, a formação de uma monarquia constitucional e o estabelecimento de uma declaração dos direitos dos cidadãos através do Manifesto de Outubro. Muitas de suas reformas foram colocadas em prática, mas falharam em dar fim à agitação. Isso, e principalmente as vitórias de partidos políticos esquerdistas no primeiro parlamento russo, a Duma Estatal, forçaram Witte a abdicar da Presidência do Conselho de Ministros.
Witte continuou na política russa como membro do Conselho de Estado, mas nunca mais teve um cargo executivo no governo. Antes do rebentar da Primeira Guerra Mundial, ele insistiu que a Rússia deveria ficar de fora do conflito. Seu aviso, de que a Europa enfrentaria uma calamidade se a Rússia se envolvesse na guerra foi ignorado. Morreu pouco depois disso.